# 郭庄子站 (北京市)
郭庄子站是一个位于中华人民共和国北京市丰台区卢沟桥街道京港澳高速公路輔路与小屯路交叉口，属于北京地铁14号线的地铁车站。于2013年5月5日随14号线西段投入使用。

## 位置
郭庄子站位于小屯路（向北）和京港澳高速公路（东北－西南向）交汇的路口东北侧，大致呈东北-西南向布置。

## 车站结构

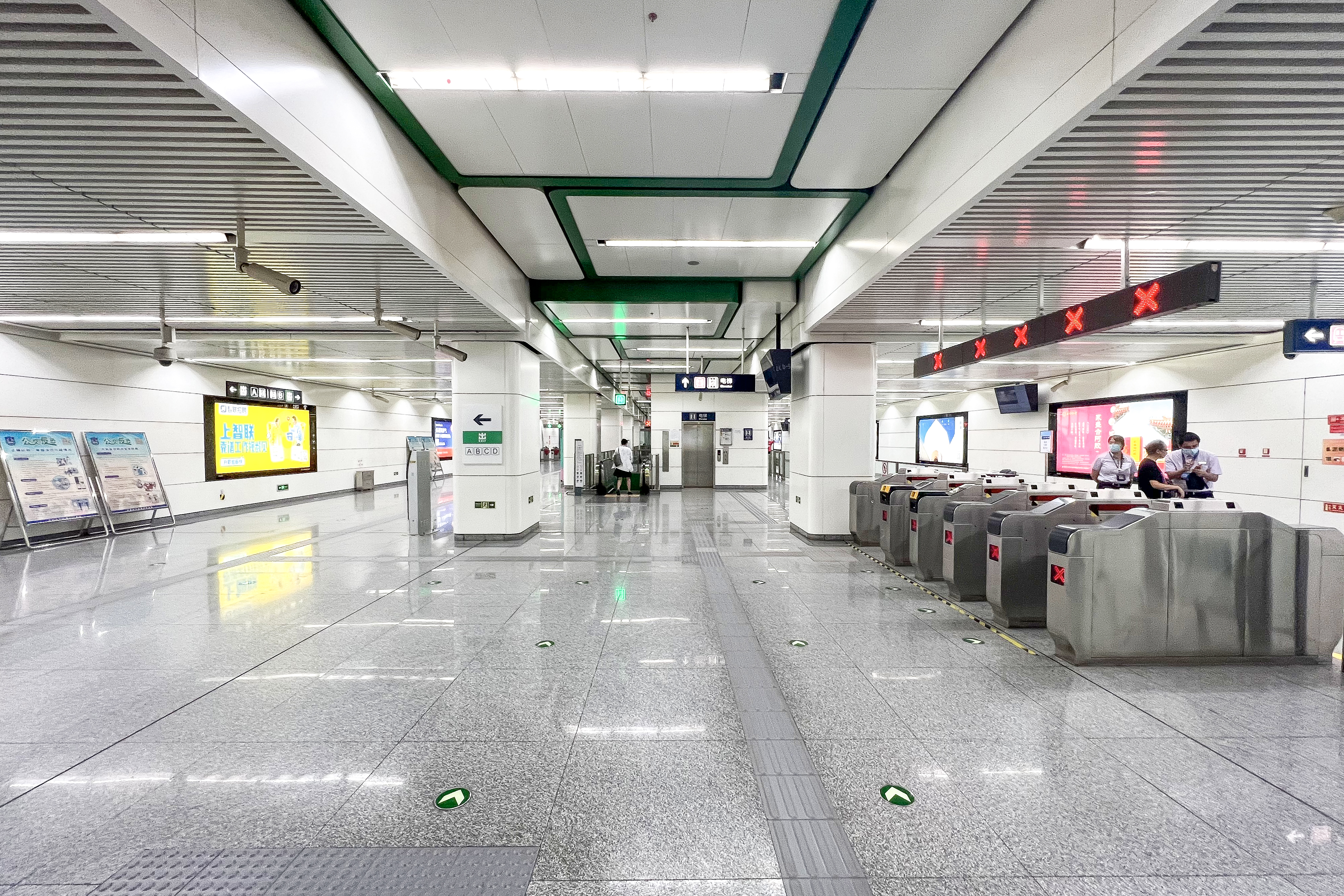
郭庄子站站厅（2022年8月摄）

郭庄子站为地下二层车站，岛式站台设计。
| G                 | 地面 | 出入口 |
| B1                | 站厅 | 自动售票机、补票/问询                                                                                     |
| B2                | 站台 | \| \| \| █ 14号线往张郭庄（大瓦窑） \| \| 島式 · 開左邊车门 \| \| \| \| \| \| █ 14号线往善各庄（大井） \| |
|                   |      | █ 14号线往张郭庄（大瓦窑）                                                                                |
| 島式 · 開左邊车门 |      | |
|                   |      | █ 14号线往善各庄（大井）                                                                                  |

## 出入口
郭庄子站共有4个出入口，C出入口为郭庄子站客流量最大的出入口，居住在五里店地区以及公交换乘地铁均需在C出入口进站或出站，因此C出入口附近设置有共享单车停放区域以及自行车车棚供乘客使用。2023年6月起，C出入口附近开始限制电动自行车停放，防止干扰进站或出站的乘客。
|                       |                    |                                                            |      |            |
| 编号                  | 指示               | 建议前往的目的地                                           | 照片 | 无障碍设施 |
| 出口 · A · 升降机标志 | 小屯路（西侧）     | 万恒家园                                                   |      |            |
| 出口 · B · 升降机标志 | 小屯路（东侧）     | 建邦枫景                                                   |      |            |
| 出口 · C              | 京港澳高速（北侧） | 丰台区环境卫生服务中心、北京市丰台区交通委员会、五里店地区 |      | 不適用     |
| 出口 · D              | 京港澳高速（北侧） | 丰台交通支队执法站、北京丰台二中附属实验小学               |      | 不適用     |
| 註： 設有             |                    |                                                            |      |            |

## 未来发展

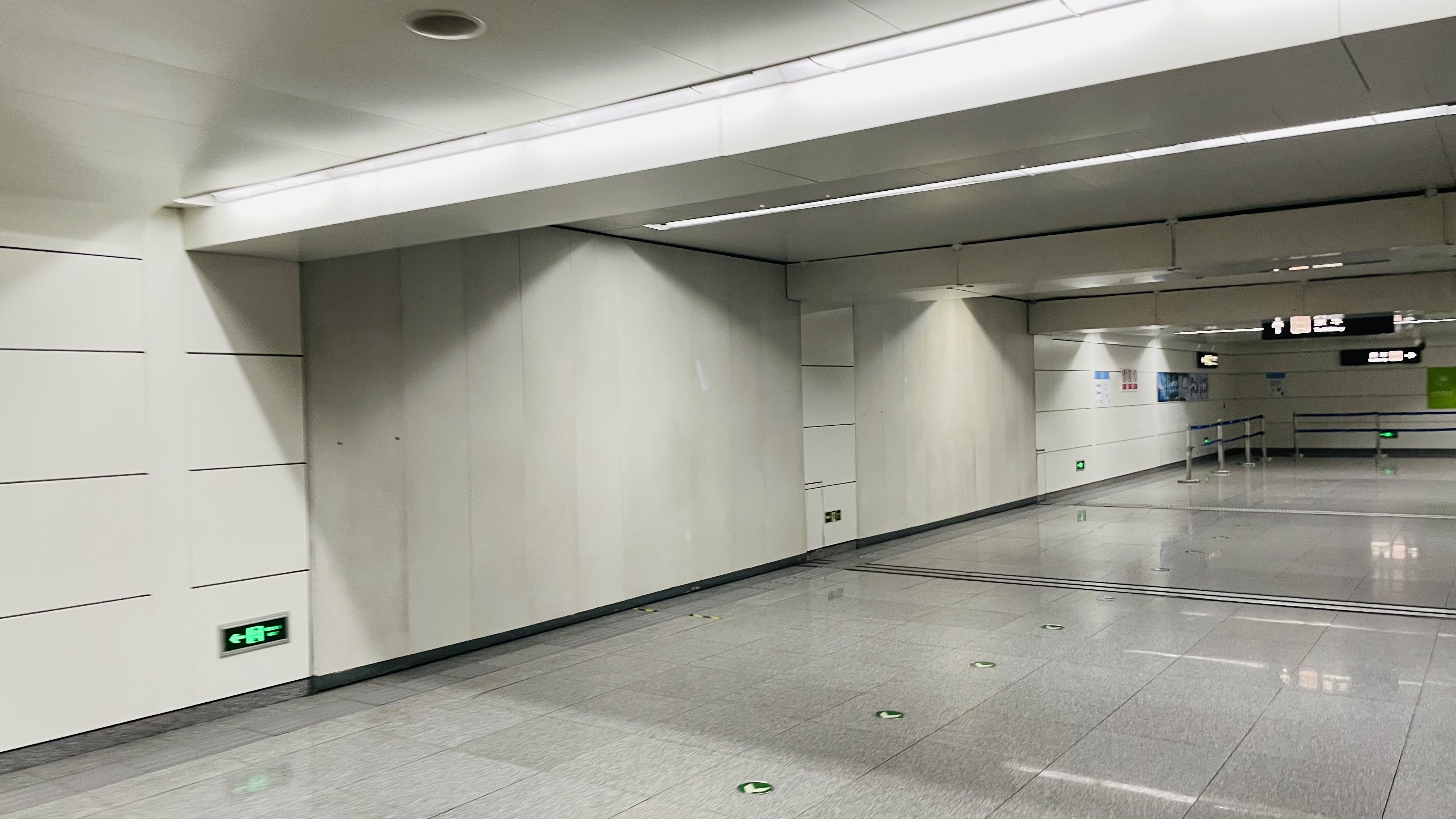
预留京港澳高速南侧的出入口的接口

郭庄子站预留了通往京港澳高速南侧的出口，以服务居住在五里店的居民。
北京曾规划于2014年建成玉泉路线，并将经过本站，后因沿线民众反对等原因未能成功建设。目前玉泉路线的部分线位被30号线继承，本站预计将成为14号线与30号线的换乘站，惟30号线建设没有明确的时间表。